# Samuel Ward (Bankier)
Samuel Ward III. (* 1. Mai 1786 in Rhode Island; † 27. November 1839 in New York City) war ein amerikanischer Bankier.

## Familie
Ward wurde als Sohn des Soldaten Samuel Ward und dessen Frau Phebe Greene geboren. Sein ältester bekannter Vorfahre väterlicherseits, John Ward, stammte aus Gloucester. Er diente in der Armee von Oliver Cromwell und wanderte 1673, nach der Stuart-Restauration, nach Newport, Rhode Island aus. Sowohl Wards Urgroßvater Richard Ward als auch sein Großvater väterlicherseits, Samuel Ward, waren Gouverneure der Colony of Rhode Island and Providence Plantations, ersterer von 1741 bis 1742, letzterer zwischen 1762 und 1763 und von 1765 bis 1767. Wards Großvater mütterlicherseits war der zweite Gouverneur von Rhode Island, William Greene. Im Oktober 1812 heiratete Ward Julia Rush Cutler, eine Großnichte von Francis Marion. Aus der Ehe gingen sieben Kinder hervor, unter anderem die Schriftstellerin Julia Ward Howe.

## Werdegang
Seine berufliche Laufbahn begann Ward als Kontorist eines Bankhauses. Dort stieg er 1808 zum Partner auf. Nach der Finanzkrise von 1836 lieh die Bank of England dem Unternehmen eine Summe von $5.000.000. Wenig später wurde Ward Präsident der New York Bank of Commerce. In der unter dem Namen Prime, Ward & King firmierenden Bank blieb er weiterhin bis zu seinem Tod engagiert. Im Jahr 1831 war er einer der Gründer der New York University. Ward betätigte sich vielfach als Philanthrop und Kunstsammler. So errichtete er in seinem Privathaus unweit des Broadway die erste private Gemäldesammlung New Yorks mit Werken von Rembrandt, Snyders und Poussin. Auch setzte er sich für die Abstinenzbewegung ein, deren Gründungsmitglied und erster Vorsitzender er in New York City war.